# Коад, Рено
Рено́ Коа́д (фр. Renaud Cohade; 29 сентября 1984, Обена, Франция) — французский футболист, полузащитник.

## Клубная карьера
Рено Коад — воспитанник клуба «Ним Олимпик». Дебютировал в основном составе клуба 9 апреля 2002 года в матче Лиги 2 против «Страсбура».
До конца сезона полузащитник успел провести ещё 3 матча. Первый гол за «Ним» Коад забил в следующем сезоне, когда «Ним» выступал в Лиге 3.
По окончании сезона 2003/04 полузащитник перешёл в «Бордо». 7 августа 2004 года Рено Коад впервые сыграл в высшем футбольном дивизионе Франции.
Всего в сезоне 2003/2004 полузащитник сыграл за «Бордо» 22 матча.
На протяжении следующих 2 лет Рено Коад выступал в Лиге 2 за «Сет» и «Страсбур». По итогам сезона 2006/07 Коад со «Страсбуром» вернулся в Лигу 1 и 25 августа 2007 года в матче против «Ланса» забил свой первый гол в лиге
.
«Страсбур» по результатам чемпионата 2007/08 занял предпоследнее, 19-е место и вновь выбыл в Лигу 2. Летом 2009 года Коад покинул команду, перебравшись в «Валансьен».
За «Валансьен» полузащитник играл 3 сезона и в чемпионате 2010/11 отдал 8 голевых передач, став одним из лучших ассистентов первенства. С 2012 года Рено Коад выступает за «Сент-Этьен». В первом же матче за «зелёных» Коад отдал голевую передачу на Ромена Амума
, а в матче с «Бастией» 1 октября 2012 года открыл счёт забитым голам за «Сент-Этьен»
.
В 2016 году перешёл в «Мец», где провёл четыре сезона, был капитаном команды. В 2020 году завершил игровую карьеру.

## Достижения
- Обладатель Кубка французской лиги: 2012/13